# Adam Webster
Adam Harry Webster (* 4. ledna 1995 Chichester) je anglický profesionální fotbalista, který hraje na pozici středního obránce za anglický klub Brighton & Hove Albion FC. Je také bývalým anglickým mládežnickým reprezentantem.

## Klubová kariéra

### Portsmouth
Webster přišel do akademie Portsmouthu ve dvanácti letech. V klubu debutoval ve svých 17 letech v zápase Championship proti West Hamu United. Následně však v dresu Portsmouthu začal pravidelně nastupovat až v League One a posléze League Two, podzimní část sezóny 2013/14 pak strávil na hostování v Aldershotu Town.

### Ipswich Town
V létě 2016 se Webster přesunul do druholigového Ipswiche Town. Ihned se zařadil do základní sestavy klubu, na konci ledna 2017 ale utrpěl zranění kotníku, které jej vyřadilo ze zápasů až do konce sezony. Do základní sestavy se Webster vrátil až v září 2017. Klub opustil po dvou odehraných sezónách, ve kterých nasbíral 53 soutěžních utkání.

### Bristol City
Dne 28. června 2018 Webster přestoupil do jiného druholigového klubu, a to do Bristolu City. V sestavě vytvořil stabilní stoperskou dvojici s Tomášem Kalasem a zařadil se k oporám klubu. Během své první, a zároveň jediné, sezóny v klubu odehrál 47 utkání, v nichž vstřelil 3 branky a byl zvolen nejlepším hráčem Bristolu.

### Brighton & Hove Albion
V srpnu 2019 přestoupil za necelých 22 milionu eur do prvoligového Brightonu a překonal transferový rekord klubu. Debutoval 27. srpna při venkovním vítězství 2:1 proti Bristolu Rovers v EFL Cupu. Webster debutoval v Premier League 31. srpna, a to při prohře s obhájcem titulu Manchesterem City 4:0. Pod trenérem Grahamem Potterem se rychle stal stabilním členem základní sestavy, když vytvořil pevné pouto ve stoperské trojici s Lewisem Dunkem a Danem Burnem, a to na úkor Shanea Duffyho. Ve své první sezóně v klubu odehrál 33 utkání, v nichž vstřelil 3 branky.
O své místo v základní sestavě nepřišel ani v sezóně 2020/21, a tak v létě mu byla nabídnuta nová pětiletá smlouva, kterou Webster v srpnu 2021 podepsal. V následující sezóně se stal zástupcem kapitána Lewise Dunka a Webster při jeho nepřítomnosti v několika případech vedl Brighton jako kapitán.
V sezóně 2022/23 byl jedním z klíčových hráčů klubu, který se pod novým trenérem Robertem De Zerbim dočkal historickému postupu do pohárové Evropy.